# Dívčí Kopy
Dívčí Kopy település Csehországban, a Jindřichův Hradec-i járásban. Dívčí Kopy Žďár, Okrouhlá Radouň, Vlčetínec, Hadravova Rosička és Horní Radouň településekkel határos. Lakosainak száma 71 fő (2024. január 1.).

## Népesség
A település lakosságának változását az alábbi diagram mutatja:
| Lakosok száma | 158  | 258  | 259  | 150  | 79   | 61   | 69   | 72   | 70   | 71   |
|               | 1869 | 1890 | 1921 | 1950 | 1980 | 2001 | 2017 | 2019 | 2022 | 2024 |